# Radu Zlati
Radu Zlati (n. 28 mai 1960

) este un fost deputat român ales în legislatura 2012-2016 din partea Partidului Național Liberal.